# Rabocerus bishopi
Rabocerus bishopi is een keversoort uit de familie platsnuitkevers (Salpingidae). De wetenschappelijke naam van de soort werd in 1909 gepubliceerd door David Sharp.